# Marvel Team-Up
Marvel Team-Up to obszerna seria komiksów Marvela, których fabuła koncentruje się na współpracy super bohaterów z różnych serii komiksowych. Podstawowym bohaterem pierwszej serii był Spider-Man (poza 9 zeszytami, w których 6-krotnie wystąpił Johnny Storm, a 3-krotnie Hulk). Seria została zakończona w roku 1985 i zastąpiona Web of Spider-Man. W drugiej serii po 7 zeszytach miejsce głównego bohatera zajął Namor.

## Wydania

### Główne Wydania
- Marvel Team-Up #1-150 (Marvel Comics, Marzec 1972 - Luty 1985)
- Marvel Team-Up Annual #1-7 (Marvel Comics, 1976 oraz 1979 - 1984)
- Marvel Team-Up (1997 Seria 2) #1-11 (Marvel Comics, Wrzesień 1997 - Lipiec 1998)
- Marvel Team-Up (2005 Seria 3) #1-25 (Marvel Comics, Styczeń 2005 - 2006)

### Serie Ultimate
- Ultimate Marvel Team-Up #1-16
- Ultimate Spider-Man Super Special (zakończenie Ultimate Marvel Team-Up)

### Wznowienia oraz inne serie
- Official Marvel Index to Marvel Team-Up #1-7 (Marvel Comics, 1976 oraz 1979 - 1984)
- Spider-Man Team-Up #1-7
- Essential Marvel Team-Up Volume 1 (Marvel Comics, Maj 2002)
- Essential Marvel Team-Up Volume 2 (Marvel Comics, 2006)
- Marvel Age Spider-Man Team-Up #1-5 (Marvel Comics, Listopad 2004 - Kwiecień 2005)

Marvel Team-Up nie mylić z Marvel Two-in-One lub z Super-Villain Team-Up.